# Futbol Club Barcelona Bàsquet 1995-1996
Questa voce raccoglie le informazioni riguardanti il Futbol Club Barcelona Bàsquet nelle competizioni ufficiali della stagione 1995-1996.

## Stagione
La stagione 1995-1996 del Futbol Club Barcelona Bàsquet è la 38ª nel massimo campionato spagnolo di pallacanestro, la Liga ACB.

## Roster
Aggiornato al 12 dicembre 2021.
| Barcelona Banca Catalana 1995-96 | Barcelona Banca Catalana 1995-96 |
| Giocatori                        | Staff tecnico                    |
| -------------------------------- | -------------------------------- |

| N. | Naz.                   | Ruolo | Nome                 | Anno | Alt.   | Peso   |  |
| -- | ---------------------- | ----- | -------------------- | ---- | ------ | ------ |  |
| 4  | Spagna (bandiera)      | AG    | Andrés Jiménez (C)   | 1962 | 205 cm | 91 kg  |  |
| 5  | Spagna (bandiera)      | P     | José Luis Galilea    | 1972 | 187 cm | 80 kg  |  |
| 6  | Stati Uniti (bandiera) | C     | Dan Godfread         | 1967 | 208 cm | 113 kg |  |
| 7  | Stati Uniti (bandiera) | AC    | Darryl Middleton     | 1966 | 202 cm | 105 kg |  |
| 8  | Spagna (bandiera)      | C     | Quique Andreu        | 1967 | 207 cm | 102 kg |  |
| 8  | Spagna (bandiera)      | C     | Oriol Junyent        | 1976 | 207 cm | 107 kg |  |
| 9  | Spagna (bandiera)      | AP    | Xavi Fernández       | 1968 | 194 cm | 90 kg  |  |
| 10 | Spagna (bandiera)      | G     | José Antonio Montero | 1965 | 193 cm | 91 kg  |  |
| 11 | Spagna (bandiera)      | P     | Salva Díez           | 1963 | 193 cm |        |  |
| 12 | Spagna (bandiera)      | AP    | Manel Bosch          | 1967 | 198 cm |        |  |
| 13 | Spagna (bandiera)      | C     | Ferrán Martínez      | 1968 | 212 cm |        |  |
| 14 | Lituania (bandiera)    | AP    | Artūras Karnišovas   | 1971 | 204 cm | 103 kg |  |
| 15 | Spagna (bandiera)      | C     | Quique Moraga        | 1974 | 212 cm |        |  |
| 16 | Spagna (bandiera)      | C     | Roberto Dueñas       | 1975 | 221 cm | 131 kg |  |
| -  | Spagna (bandiera)      | P     | Josep Manel Marcos   | 1978 | 183 cm |        |  |
| -  | Spagna (bandiera)      | P     | Llorenç Mons         | 1976 | 186 cm |        |  |

| Allenatore                                                         |
| - Aíto García Reneses                                              |
| Assistente/i                                                       |
| - Joan Montes Legenda - (C) Capitano - (IN) Inattivo - Infortunato |

## Mercato

### Sessione estiva
| Acquisti | Acquisti           | Acquisti | Acquisti   | Acquisti |
| R.a      | Nome               | da       | Modalità   |          |
| -------- | ------------------ | -------- | ---------- | -------- |
| AP       | Manel Bosch        | Málaga   | definitivo |          |
| AP       | Artūras Karnišovas | Cholet   | definitivo |          |
| C        | Dan Godfread       | Siviglia | definitivo |          |

| Cessioni | Cessioni                  | Cessioni        | Cessioni       | Cessioni |
| R.       | Nome                      | a               | Modalità       |          |
| -------- | ------------------------- | --------------- | -------------- | -------- |
| C        | Berni Tamames             | Andorra         | fine contratto |          |
| GA       | Corey Crowder             | Murcia          | fine contratto |          |
| C        | Mike Peplowski            | Milwaukee Bucks | fine contratto |          |
| GA       | Juan Antonio San Epifanio |                 | ritirato       |          |
| AP       | Pere Capdevila            | Gijón           | fine contratto |          |
| C        | Víctor Alemany            | Cáceres         | fine contratto |          |